# ГЕС Thái An
ГЕС Thái An — гідроелектростанція у північній частині В'єтнаму. Входить до складу каскаду на річці Mien, лівій притоці Ло, яка в свою чергу є лівою притокою Хонгхи (біля Хайфона впадає у Тонкінську затоку Південно-Китайського моря).
У межах проекту річку перекрили греблею, яка утримує невелике водосховище з площею поверхні 0,5 км2 та об'ємом 3,5 млн м3. Корисний об'єм при цьому становить 1,1 млн м3, що забезпечується коливанням рівня у операційному режимі між позначками 424 та 426 метрів НРМ.
Зі сховища ресурс потрапляє у дериваційну систему, яка прямує через лівобережний масив та включає тунель, напірну шахту та запобіжний балансувальний резервуар загальною довжиною понад 3,8 км.
Розташований на березі Mien машинний зал обладнали двома турбінами типу Френсіс потужністю по 42,3 МВт, які при напорі від 186 до 196 метрів повинні забезпечувати виробництво 358 млн кВт-год електроенергії на рік.
Видача продукції відбувається по ЛЕП, розрахованих на роботу під напругою 110 кВ та 220 кВ.